# Едуардо Герреро (футболіст)
Едуардо Герреро (ісп. Eduardo Guerrero, нар. 21 лютого 2000, Панама) — панамський футболіст, півзахисник київського «Динамо», і національної збірної Панами.

## Клубна кар'єра
Народився 21 лютого 2000 року в місті Панама. Вихованець юнацької команди місцевого футбольного клубу «Чоррільйо», за основну команду якого дебютував у 17-річному віці. 3 вересня 2018 року Герреро приєднався до клубу ізраїльської Прем'єр-ліги «Маккабі» (Тель-Авів) на правах сезонної оренди з можливістю викупу гравця, але грав виключно за юнацьку команду U-19 клубу. Однак по завершенні терміну оренди «Маккабі» скористався правом викупу контракту гравця.
Для отримання ігрової практики був відданий в оренду до друголігового «Бейтара» (Тель-Авів Бат-Ям), де протягом сезону 2019/20 був стабільним гравцем основного складу, після чого повернувся до столичного «Маккабі». Дебютував у основній команді тель-авівців 8 серпня 2020 року в матчі Прем'єр-ліги проти «Хапоеля» (Беер-Шева), а вже 22 серпня взяв у фіналі Кубка Тото проти «Бней Сахніна» (2:0) та виграв свій перший трофей у кар'єрі. Свій перший гол за команду забив 2 листопада 2020 року в матчі Прем'єр-ліги проти «Маккабі» з Хайфи. 11 квітня 2021 року він вперше відзначився дублем у Прем'єр-лізі в грі проти «Маккабі» з Петах-Тікви (3:1). Наприкінці сезону він виграв Кубок Ізраїлю з командою, зігравши в тому числі й у фінальній грі, в якій «Маккабі» переміг «Хапоель» (Тель-Авів) з рахунком 2:1.
У січні 2022 року Герреро був відданий в оренду єрусалимському «Хапоелю» (Єрусалим) до кінця сезону, по завершенні якої 21 серпня 2022 року був орендований на один сезон «Бейтаром» (Єрусалим). Втім у новій команді панамець за 13 матчів не зробив жодної результативної дії, тому оренда була достроково розірвана.
У лютому 2023 року був відданий в оренду луганській «Зорі». Герреро не дуже хотів їхати в Україну через війну, але головний тренер луганчан Патрік ван Леувен зміг його переконати, оскільки саме нідерландський фахівець плідно працював з Едуардо у «Маккабі».
В липні 2023 року «Зоря» оформила повноцінний трансфер гравця. За інформацією порталу Transfermarkt перехід Герреро коштував луганській «Зорі» 500 тисяч євро.
4 вересня 2024 року «Динамо» Київ оголосило про трансфер Едуардо Герреро.

## Виступи за збірні
2017 року дебютував у складі юнацької збірної Панами (U-17), загалом на юнацькому рівні взяв участь у 5 іграх, відзначившись 4 забитими голами. Згодом у складі молодіжної збірної Панами був учасником молодіжного чемпіонату світу 2019 року в Польщі, де зіграв у одній грі проти Малі (1:1).
25 жовтня 2017 року дебютував за національну збірну країни в товариській грі проти Гранади (5:0). Другу гру за основну національну команду провів лише наприкінці 2020 року проти США (2:6).
| Дата       | Місто          | Господарі | Результат | Гості  | Турнір           | Голи | Примітки |
| ---------- | -------------- | --------- | --------- | ------ | ---------------- | ---- | -------- |
| 25-10-2017 | Сент-Джорджес  | Гренада   | 0 – 5     | Панама | товариський матч | -    | 57'      |
| 16-11-2020 | Вінер-Нойштадт | США       | 6 – 2     | Панама | товариський матч | -    | 46'      |
| Усього     |                | Матчів    | 2         |        | Голів            | 0    |          |

## Титули і досягнення
- Володар Кубка Ізраїлю (1):

«Маккабі» (Тель-Авів): 2020/21
- Володар Кубка Тото (1):

«Маккабі» (Тель-Авів): 2020
- Володар Суперкубка Ізраїлю (1):

«Маккабі» (Тель-Авів): 2020
- Чемпіон України (1):

«Динамо»: 2024/25